# Lo Bassal (Estorm)
Lo Bassal és un indret i partida rural a cavall dels termes municipals de Castell de Mur, dins de l'antic terme de Mur, en terres del poble de Les Esplugues, i Sant Esteve de la Sarga, en terres del poble d'Estorm, al Pallars Jussà.
És al sud-oest de les Esplugues i a llevant de Moror i al sud-est d'Estorm, a prop i al nord-est de la Masia de Miret. És a la dreta de la llau de la Grallera i a l'esquerra de la llau de la Comella, al sud-est de les Vinyes i al nord-oest de la Vinya d'Estorm, a ponent de les Esplugues.